# Hirvensalo kyrka
Hirvensalo kyrka och församlingscentrum ligger i Åbo i Egentliga Finland och tillhör Evangelisk-lutherska kyrkan i Finland.

## Byggnaden
Hirvensalo församlingscentrum har ritats av arkitekt Pekka Pitkänen. Centret invigdes 12 augusti 1962. 
Från vägen ser församlingscentret ut som ett mysigt radhus. I byggnaden finns klubb- och arbetsrum för verksamhet i olika åldersklasser samt en församlingssal. I ändan reser sig en hög triangelformad byggnad med ett sluttande tak: kyrksalen.
Den målade tegelväggen är skinande vit. Skuggor av tallgrenar dansar omkring på väggen. Ljuset spelar över det enkla korset på kortväggen.
I kyrkan spelar ljuset en stor roll. Pitkänen visualiserade kyrksalens fönstervägg och altare så att solljuset träffar altaret cirka klockan 10 på förmiddagen. Under gudstjänsten rör sig solstrålarna och ger liv åt altarväggen.
Hirvensalo kyrka rymmer 150 personer. Församlingssalen i anknytning till kyrksalen rymmer 30 personer.

## Inventarier
Orgeln är byggd av Veikko Virtanen 1978. 